# Солдатское сердце (фильм)
«Солдатское сердце» — советский фильм 1958 года режиссёра Сергея Колосова.

## Сюжет
Фёдор Земсков призван в армию. Но у молодого призывника не ладится служба и он постоянно получает наряды вне очереди. Командир роты пытается найти подход к парню, догадываясь, что того что-то гнетёт, пытается поговорить с ним. Но на вопросы командиров Фёдор молчит, однако, после разговора начинает меняться, и становится лучшим солдатом в части, отличником боевой и политической подготовки. Совершает подвиг и на учениях, и в увольнении — спасая из горящего дома женщину. Но когда его фотографию помещают в армейскую газету, он делает признание — до армии он убил девушку: случайно уронил на лестнице свою любимую Тоню, по пьяне из-за ревности и она попала в больницу. Эта тайна терзает Фёдора и не даёт нормально жить.

## В ролях
- Владимир Земляникин — Фёдор Земсков
- Роза Макагонова — Тоня Грачёва
- Николай Погодин — Андрей Орлов
- Анатолий Осмольский — Эрик Преображенский
- Павел Винник — Стёпка Филюшкин
- Евгений Кузнецов — Василий Лукич, командир полка
- Геннадий Карнович-Валуа — Иван Акимович Демченко, подполковник
- Владимир Гуляев — старшина роты
- Пётр Константинов — Ефим Крышко, майор
- Ада Войцик — Анна Крышко
- Руслан Ахметов — Алим Ахмедов
- Валентина Березуцкая — Светлана, девушка Орлова
- Борис Беляков — санитар
- Николай Никитич — доктор
- Александр Ширшов — хозяин избы
- Галина Самохина — мать с ребёнком

## Критика
Фильм был принят зрителем, но заполучил критику со стороны военных и некоторых критиков, упрекавших режиссёра за «нетипичность» и «негероичность» главного персонажа.

## Песни в фильме
В фильме звучит «Песня о солдатском сердце» (муз. В. Юровский, сл. К. Рапопорт), которая «как бы подытоживает сюжет фильма, обобщая его основную идею» (журнал «Советская музыка» (1959).